# 76:14
76:14 este un album de muzică ambient al duo-ului britanic Global Communication, lansat în 1994. Inițial lansat la casa de discuri Dedicate, albumul a fost re-lansat de mai multe ori, cel mai recent în 2005, într-o versiune extinsă și remasterizată.
Titlul albumului reflectă durata totală a acestuia în minute și secunde. Fiecare piesă de pe album este intitulată pur și simplu, cu durata sa. În notele albumului, artiștii declară că au făcut astfel pentru a evita impicit orice semnificație specială din muzică, lăsând astfel ascultătorii complet liberi în interpretarea muzicii în funcție de propriile lor imaginații.
În 2005, albumul a fost reeditat, cu un disc bonus, oferind single-urile lansate înainte și după album, precum si un ambalaj consolidat și note noi de album ale trupei și fanilor notabili ale albumului. Piesele bonus sunt, în special mai mult într-o manieră de jazzy techno și house decât piesele ambient, în mare parte beatless de pe album.
Albumul este prezentat în lista The Guardian "1000 de albume de ascultat într-o viață". Acesta este descris ca "o capodoperă înafara-timpului de o frumusețe de nepătruns."

## Lista pieselor

### Release-ul original
1. "4 02" – 4:02
2. "14 31" – 14:31
3. "9 25" – 9:25
4. "9 39" – 9:39
5. "7 39" – 7:39
6. "0 54" – 0:54
7. "8 07" – 8:07
8. "5 23" – 5:23
9. "4 14" – 4:14
10. "12 18" – 12:18

### Discul Bonus relansat în 2005
1. "The Groove (Instrumental)" – 8:10
2. "The Way (Secret Ingredients Mix)" – 11:51
3. "The Deep (Original Mix)" – 11:10
4. "The Biosphere (Global Communication Remix)" – Reload – 9:05
5. "Incidental Harmony" – 8:33
6. "Sublime Creation" – 11:49
7. "Aspirin (Global Communication Remix)" – Sensorama – 12:56